# Neomaruina stuckenbergi
Neomaruina stuckenbergi är en tvåvingeart som beskrevs av Vaillant 1963. Neomaruina stuckenbergi ingår i släktet Neomaruina och familjen fjärilsmyggor.
Artens utbredningsområde är Malawi. Inga underarter finns listade i Catalogue of Life.